# John Canton
John Canton (31 de julio de 1718 - 22 de marzo de 1772) fue un físico inglés.

## Biografía
Nació en Middle Street Stroud, Gloucestershire, hijo del tejedor John Canton (nacido en 1687) y Esther. A la edad de diecinueve, bajo los auspicios del Dr. Henry Miles, fue nombrado asistente de Samuel Watkins, maestro de una escuela en Spital Square, Londres, de quien al final sería socio. 
En 1750 leyó un artículo ante la Royal Society sobre un método para crear imanes artificiales, que le procuró la elección como miembro de la mismo y la prestigiosa Medalla Copley. Fue el primero en Inglaterra en verificar las hipótesis de Benjamin Franklin sobre la luz y la electricidad e hizo numerosos descubrimientos eléctricos de importancia.
En 1762 y 1764 publicó experimentos refutando la teoría de la Academia de Florencia, en ese tiempo generalmente aceptada, de que el agua era incompresible y en 1768 describió la preparación mediante la quema de conchas con sulfuros de un material fosforescente que fue conocido como el fósforo de Canton. Sus investigaciones fueron llevadas a cabo sin dejar su vida como maestro. Murió en Londres a los 53 años.
Recibió numerosas cartas de Thomas Bayes que fueron más tarde publicadas por la Royal Society.
Canton murió en 1772 en Spitalfields y fue enterrado en un cementerio de Islington, en el Gran Londres.  No hay ninguna lápida. Hay una placa en honor a Cantón en una pared de The Shambles en Stroud, su lugar de nacimiento, lo que indica que Cantón asistió a la escuela allí.

## Obras destacadas
Teorema de Bayes (1763):  descubrió la probabilidad inversa o condicional y escribió un artículo sobre el tema.  La probabilidad inversa, hace que las preguntas sobre la probabilidad cambien. La ventaja de la probabilidad inversa es que las predicciones se pueden refinar continuamente a medida que se acumula la experiencia. "Los métodos bayesianos” y el teorema “de Bayes’” se han utilizado en las últimas décadas para localizar aviones perdidos.